# 關楓馨
關楓馨（英語： Fung Hing；1995年2月9日—），香港女藝人，於《2021年度香港小姐競選》五強及香港小姐再競選五強，現為無綫電視經理人合約藝員。

## 簡歷
關楓馨早年分別在大埔、九龍塘以及元朗居住，於瑪利諾修院學校（小學部）就讀小一至小五年級，小六起至中六轉讀宣道會劉平齋紀念國際學校。後來在英國南安普敦大學畢業，之後到澳洲工作假期一年，接著又返回英國讀倫敦大學學院教育碩士；畢業後擔任英語教師，同時開辦賣自製純素肉桂卷的生意。
2021年，關楓馨參加該年度《香港小姐競選》，因為「星二代」的身份而被傳媒關注，並奪得「現場觀眾至Like佳麗」獎，是大熱人選之一。她在準決賽得到父親關禮傑一同上台完成表演項目，順利入圍12強，其後在決賽中成功晉級五強。同年與無綫電視簽約，成為旗下經理人合約藝員。

## 演出作品

### 電視劇
| 首播     | 劇名              | 角色           |
| 無綫電視 |                   |                |
| 2022年   | 回歸              | 法庭書記       |
| 2023年   | 新四十二章        | 觀 眾          |
| 2023年   | 法言人            | 法律人員       |
| 2023年   | 法言人            | 旁 聽          |
| 2023年   | 法言人            | 年輕律師       |
| 2023年   | 法言人            | 酒吧客人       |
| 2023年   | 隱門              | 護 士          |
| 2023年   | 靈戲逼人          | 記 者          |
| 2023年   | 你好，我的大夫    | 辛之桃         |
| 2024年   | 飛常日誌          | 丁雅琪         |
| 2024年   | 再見·枕邊人       | Amber          |
| 2024年   | 愛·回家之開心速遞 | 司儀           |
| 2024年   | 黑色月光          | 彭珍妮（Jenny) |

### 綜藝節目
| 首播     | 節目名                   | 備註                                                                       |
| 無綫電視 |                          |                                                                            |
| 2021年   | 2021年度香港小姐競選     | 參賽者                                                                     |
| 2021年   | 善心滿載仁愛堂           | 演出                                                                       |
| 2021年   | 男神廚房                 | 主演                                                                       |
| 2022年   | 健康100錯                | 與馮盈盈、周奕瑋、黃嘉雯、魏柏豪共同主持                                   |
| 2022年   | 香港小姐再競選           | 參賽者                                                                     |
| 2023年   | 優質服務100 Fun          | 主演                                                                       |
| 2023年   | 同屋企人去旅行           | 與關禮傑共同主持                                                           |
| 2023年   | 不可能任務               | 第二輯，連同黎諾懿、賴慰玲、戴祖儀、李芷晴、梁超怡、程浩駿和周百恩共同參與 |
| 2023年   | 濠玩夏水禮               | 連同何浩文、蘇韻姿、陳婉衡、周志康、林秀怡、思霆和邵初共同參與             |
| 2023年   | 獎門人Happy Summer感謝祭 |                                                                            |
| 2023年   | 獎門人Halloween感謝祭    |                                                                            |
| 2023年   | 善心滿載仁愛堂           |                                                                            |
| 2023年   | 萬千星輝賀台慶           |                                                                            |
| 2023年   | 歡樂滿東華2023           |                                                                            |
| 2024年   | 獎門人春節感謝祭         |                                                                            |
| 2024年   | 新春保良迎金龍           |                                                                            |
| 2024年   | 萬眾同心公益金           | 司儀之一                                                                   |
| 2024年   | 玩轉深中懶人包           |                                                                            |
| 2024年   | 家常便飯爭霸戰           |                                                                            |
| 2024年   | 歡樂滿東華2024           | 司儀之一                                                                   |
| 2025年   | 喜迎金蛇慶豐年           | 司儀之一                                                                   |
| 2025年   | 飲茶                     | 與羅家英、馮盈盈共同主持                                                   |
| 2025年   | 保境安民為公益綜藝大滙演 | 司儀之一                                                                   |
| 2025年   | 萬眾同心公益金           | 司儀之一                                                                   |
| 2025年   | 玩轉粵東粵北懶人包       |                                                                            |

## 感情生活
關楓韾在疫情期間與異地戀拍拖7年的外籍男友Kris，因長期分隔異地而導致分手。之後她便被爆搭上網友封為「世紀渣男」的Tommy。Tommy被起底曾經偷食昔日舊愛的閨蜜，以及私生活勁混亂，兼且不斷向人借錢，負面新聞一大堆。關楓馨於去年與Tommy分手，回復單身後的她又盛傳獲冼靖峰狂追，有指對方教她唱歌兼帶她歎美食。關楓馨現時與前港隊欖球員徐灝晴（Hugo）拍拖。

## 外部連結
- 關楓馨的Instagram帳戶
- 關楓馨的新浪微博
- 2021香港小姐競選佳麗檔案 - 4號 關楓馨 Fabienne Kwan （页面存档备份，存于）